# Dagmar Bergmeister
Dagmar Bergmeister (* 3. November 1929 in Hannover als Dagmar Lindemann; † 25. November 2013 in Günzburg) war eine deutsche Fernsehansagerin.

## Leben
Dagmar Bergmeister arbeitete zunächst in Berlin als Stenotypistin in einer Chemiefabrik und als Fotomodell.
Auf Empfehlung des Modefotografen F.C. Gundlach, der mit Bergmeister als Fotomodell zusammengearbeitet hatte, wurde sie zu Probeaufnahmen für den SDR nach Stuttgart eingeladen. Dagmar Bergmeister entsprach den Vorstellungen der Redaktion – besonders deshalb, da sie keinen schwäbischen Akzent hatte. Von 1954 bis 1971 war sie die erste Fernsehansagerin beim SDR. Am 16. Dezember 1954 um 20 Uhr ging sie zum ersten Mal auf Sendung. Dagmar Bergmeister gehörte damit zu den Fernsehansagerinnen erster Stunde im deutschen Fernsehen, neben Annette von Aretin (Bayerischer Rundfunk), Irene Koss für Hamburg, Ursula von Manescul (Südwestfunk) und Hilde Nocker für den Hessischen Rundfunk. Als Ansagerin arbeitete sie zunächst in den noch provisorischen Studios des SDR auf dem Stuttgarter Killesberg. Alles wurde live aufgezeichnet und die Ansagen mussten im Vorfeld auswendig gelernt werden – vom Blatt ablesen war nicht erlaubt.
Dagmar Bergmeister war das Aushängeschild des SDR, bis ihr 1966 als damals 36-Jährige aus Altersgründen gekündigt wurde. Dagmar Bergmeister klagte beim Arbeitsgericht und gewann die gerichtliche Auseinandersetzung – so blieb sie bis 1971 beim SDR.
Bergmeister heiratete 1964 den Stuttgarter Chemiker Klaus Kloth in Ramsau bei Berchtesgaden. Im gleichen Jahr kam ihr erstes Kind, Fabian, in Stuttgart zur Welt. Nach dem Tod ihres Mannes kehrte sie 1984 bis zu ihrer Rente als Mitarbeiterin des Zuschauertelefons zum SDR zurück. Des Weiteren lieh sie ihre Stimme in der Stuttgarter Blindenhörbücherei für Hörbuchaufnahmen.